# Aposthonia josephi
Aposthonia josephi is een insectensoort uit de familie Oligotomidae, die tot de orde webspinners (Embioptera) behoort. De soort komt voor in India.
Aposthonia josephi is voor het eerst wetenschappelijk beschreven door Bradoo in 1971.